# Мур (округ, Теннессі)
Шаблон:StateAbbr_ 35°17′ пн. ш. 86°22′ зх. д. / 35.28° пн. ш. 86.36° зх. д.
Округ  Мур (англ. Moore County) — округ (графство) у штаті  Теннессі, США. Ідентифікатор округу 47127.

## Історія
Округ утворений 1871 року.

## Демографія
За даними перепису 2000 року загальне населення округу становило 5740 осіб, усе сільське. Серед мешканців округу чоловіків було 2843, а жінок — 2897. В окрузі було 2211 домогосподарств, 1687 родин, які мешкали в 2515 будинках. Середній розмір родини становив 2,95.
Віковий розподіл населення поданий у таблиці:
| Стать    | До 15 років | 15-21 | 22-29 | 30-39 | 40-49 | 50-65 | 65-85 | Понад 85 |
| -------- | ----------- | ----- | ----- | ----- | ----- | ----- | ----- | -------- |
| Чоловіки | 550         | 285   | 263   | 386   | 426   | 559   | 348   | 26       |
| Жінки    | 555         | 234   | 244   | 372   | 425   | 552   | 428   | 87       |

## Суміжні округи
- Коффі — північний схід
- Франклін — південний схід
- Лінкольн — південний захід
- Бедфорд — північний захід

## Виноски
1. ↑  U.S. Decennial Census. United States Census Bureau. Архів оригіналу за 2 серпня 2018. Процитовано 9 квітня 2015.
2. ↑  Historical Census Browser. University of Virginia Library. Архів оригіналу за 11 серпня 2012. Процитовано 9 квітня 2015.
3. ↑  Forstall, Richard L., ред. (27 березня 1995). Population of Counties by Decennial Census: 1900 to 1990. United States Census Bureau. Архів оригіналу за 21 лютого 2015. Процитовано 9 квітня 2015.
4. ↑  Census 2000 PHC-T-4. Ranking Tables for Counties: 1990 and 2000 (PDF). United States Census Bureau. 2 квітня 2001. Архів оригіналу (PDF) за 18 грудня 2014. Процитовано 9 квітня 2015.
5. ↑  State & County QuickFacts. United States Census Bureau. Архів оригіналу за 7 червня 2011. Процитовано 6 грудня 2013.(англ.) Наведено за англійською вікіпедією.
6. ↑  American FactFinder. Бюро перепису населення США. Архів оригіналу за 26 лютого 2012. Процитовано 31 січня 2008.

| США | Це незавершена стаття з географії США. Ви можете допомогти проєкту, виправивши або дописавши її. |